# Minas Gerais federala universitet

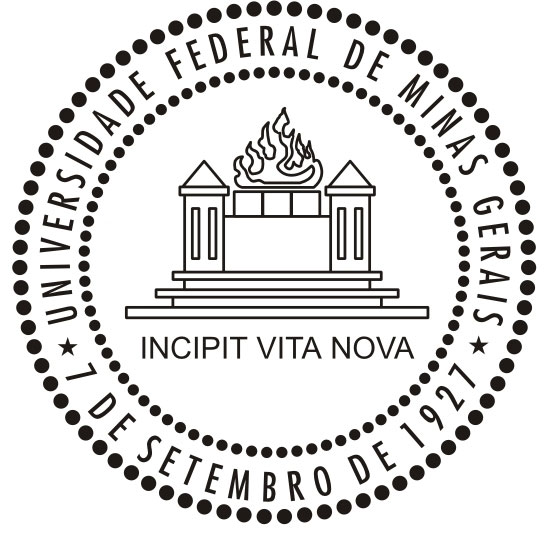
Universidade Federal de Minas Gerais

Minas Gerais federala universitet (portugisiska: Universidade Federal de Minas Gerais eller UFMG) är ett universitet och forskningsinstitut i Belo Horizonte i Minas Gerais, Brasilien.
Det grundades 1927.